# Sjarhej Babrou
Sjarhej Babrou (belarussisch Сяргей Баброў; russisch Сергей Бобров; auch Sergei Bobrow; * 1978) ist ein ehemaliger belarussischer Skispringer.

## Werdegang
Babrou feierte sein internationales Debüt am 24. Januar 1998 beim Skifliegen im Rahmen des Skisprung-Weltcups in Oberstdorf, bei dem er mit Rang 39 am zweiten Durchgang scheiterte. Einen Tag später startete er auf gleicher Schanze bei der Skiflug-Weltmeisterschaft 1998, die ebenfalls gleichzeitig als Weltcup zählte. Dabei erreichte Babrou Rang 41. Zur Saison 1998/99 gehörte er zum Kader im Skisprung-Continental-Cup. Dabei gelangen ihm mehrfach Platzierungen innerhalb der Punkteränge, sodass er am Ende der Saison Rang 127 mit insgesamt sieben Punkten gelegte.
Bei der Nordischen Skiweltmeisterschaft 1999 in Ramsau am Dachstein startete Babrou in beiden Einzeldisziplinen. Von der Normalschanze belegte er Rang 68, von der Großschanze Rang 67. Dabei lag er von der Normalschanze auf dem vorletzten Platz vor dem Niederländer Jeroen Nikkel und von der Großschanze war er damit letzter.
Nach der Weltmeisterschaft 1999 beendete Babrou seine internationale Karriere.

## Statistik

### Continental-Cup-Platzierungen
| Saison  | Platz | Punkte |
| ------- | ----- | ------ |
| 1997/98 | 288.  | 003    |
| 1998/99 | 260.  | 007    |

### Schanzenrekorde
| Schanze (Hillsize) | Ort           | Land     | Weite   | aufgestellt am  | Rekord bis |
| ------------------ | ------------- | -------- | ------- | --------------- | ---------- |
| MS 1970 A (HS125)  | Štrbské Pleso | Slowakei | 128,5 m | 29. Januar 1999 | aktuell    |